# Енді Грей (футболіст, 1955)
Енді Грей (англ. Andy Gray, нар. 30 листопада 1955, Глазго) — шотландський футболіст, що грав на позиції нападника. Відомий виступами за «Астон Віллу», «Вулвергемптон» та «Евертон», а також національну збірну Шотландії.

## Клубна кар'єра
У дорослому футболі Енді Грей дебютував 1973 року виступами за команду клубу «Данді Юнайтед», в якій провів два сезони, взявши участь у 62 матчах чемпіонату. А в сезоні 1974-75 поділив звання найкращого бомбардира Першого дивізіону з Віллі Петтігрю, забивщи 20 голів.
У жовтні 1975, у віці 19 років, Енді переїхав на південь в «Астон Віллу», яка щойно вийшла в Перший дивізіон. В першомуж сезоні за «Віллу» він став найкращим бомбардиром сезону 1976-77, забивши 25 голів в чемпіонаті. Завдяки своїм 29 голам в усіх турнірах за сезон він став найкращим молодим гравцем року та гравцем року за версією ПФА. Такий дубль змогли повторити лише Кріштіану Роналду через 30 років та Гарет Бейл в 2013 році. На той час Грей був наймолодшим гравцем року і єдиним гравцем , який здобув три офіційні нагороди за сезон. 
У вересні 1979 Грей перейшов до місцевого противника «Астон Вілли» «Вулвергемптона» за рекордні на той час для Англії £1,500,000. Після забитого переможного голу у фіналі Кубка англійської ліги 1979-80 він залишився з Вулвз аж до їхного вильоту в Другий дивізіон і повернення роком пізніше, незважаючи на інтерес з боку «Манчестер Юнайтед».
Ендрю переїхав в «Евертон» в листопаді 1983 за £250,000. Він провів два сезони в мерсисайдському клубі, спершу здобувши Кубок Англії в травні 1984. У фіналі проти Вотфорда він забив спірний гол, вибивши м'яч з рук воротаря суперників. Рік потому він став чемпіоном Англії і виграв Кубок Кубків УЄФА, забивши віденському «Рапіду» у фіналі. Грей з командою також дійшов до іншого фіналу Кубка Англії, але цього разу «Евертон» був розбитий «Манчестер Юнайтед». В міжсезонні 1985 року в «Евертон» перейшов з «Лестер Сіті» нападник збірної Англії Гарі Лінекер, який витіснив Енді Грея з основного складу. Незважаючи на гнівні петиції від фанів «Евертона», охочих зберегти його на «Гудісон Парк», він покинув клуб 10 липня 1985, повернувшись до «Астон Вілли» за £150,000.
Незважаючи на високий рівень гри на початку десятиліття, «Вілла» була середняком Вищого дивізіону і повернення Грея не могло змінити ситуацію настільки, як його прихід в «Евертон». Він забив п'ять голів у 35 матчах в 1985-86 роках, тоді як «Астон Вілла» ледве уникла вильоту в Другий дивізіон, а в наступному сезоні він не зміг забити жодного гола в 19 матчах і команда вилетіла з Першого дивізіону. Сезон 1987-88 він почав ще у «Віллі», але був відправлений в оренду до «Вест Бромвіч Альбіон» у вересні 1987. Він провів в «Вест Бромвіч» менше року. Тоді клубу ледве вдалося уникнути вильоту з Другого дивізіону. 
У середині 1988 року Грей приєднався до «Рейнджерс». Він провів один сезон на «Айброкс», допомігши їм виграти перший з дев'яти поспіль виграних титулів чемпіона Шотландії.
Енді Грей завершив ігрову кар'єру у напівпрофесійному клубі «Челтнем Таун», за команду якого виступав з 1989 по 1990 рік.

## Виступи за збірну
1975 року Грей дебютував в офіційних матчах у складі національної збірної Шотландії. Визнання Енді Грея найкращим молодим гравцем року та гравцем року за версією ПФА не стало приводом для тодішнього тренера збірної Аллі Маклауда викликати його на Чемпіонат світу з футболу 1978. Протягом кар'єри у національній команді, яка тривала 11 років, провів у формі головної команди країни лише 20 матчів, забивши 7 голів.

## Титули і досягнення
«Астон Вілла»
- Кубок Футбольної ліги
  - Володар (1): 1976–77

 «Вулвергемптон»
- Кубок Футбольної ліги
  - Володар (1): 1979–80

 «Евертон»
- Чемпіонат Англії
  - Чемпіон (1): 1984-85
- Кубок Англії
  - Володар (1): 1983–84
- Кубок володарів кубків УЄФА
  - Володар (1): 1984–85

 «Рейнджерс»
- Чемпіонат Шотландії
  - Чемпіон (1): 1988–89
- Кубок шотландської ліги
  - Володар (1): 1988–89